# Marko Tarabochia
Marko Tarabochia (ur. 28 listopada 1988 w Zagrzebiu) – bośniacki piłkarz ręczny pochodzenia chorwackiego, środkowy rozgrywający.

## Kariera sportowa
Do 2011 grał w RK Zagrzeb (w sezonie 2010/2011 zadebiutował w jego barwach w Lidze Mistrzów i rzucił w niej pierwszą bramkę) i Medvescak Konica Minolta. W latach 2011–2013 był zawodnikiem Mariboru Branik. W sezonie 2011/2012 rozegrał w słoweńskiej ekstraklasie 30 meczów i zdobył 92 gole, zaś w sezonie 2012/2013 wystąpił w 32 ligowych spotkaniach, w których rzucił 66 bramek. Będąc graczem Mariboru, występował też w Challenge Cup i Pucharze EHF.
W latach 2013–2015 był zawodnikiem Azotów-Puławy. W sezonie 2013/2014 rozegrał w Superlidze 24 mecze i zdobył 80 goli, a w sezonie 2014/2015 wystąpił w 28 spotkaniach, w których rzucił 120 bramek. Wraz z Azotami-Puławy przez dwa sezony występował także w Challenge Cup, w którym zdobył łącznie 50 goli.
W latach 2015–2019 występował w Wiśle Płock. W ciągu czterech lat rozegrał w Superlidze 113 meczów i zdobył 241 goli. W Lidze Mistrzów wystąpił przez cztery sezony w 51 spotkaniach, w których rzucił 89 bramek. Z Wisłą zdobył cztery srebrne medale mistrzostw Polski i trzy razy dotarł do finału Pucharu Polski.
W 2007 wraz z reprezentacją Chorwacji U-19 zdobył srebrny medal mistrzostw świata U-19 w Bahrajnie. W 2008 wystąpił w mistrzostwach Europy U-20 w Rumunii.
W 2015 został obywatelem Bośni i Hercegowiny. W reprezentacji tego kraju zadebiutował 11 czerwca 2015 w meczu z Białorusią (22:22), w którym zdobył jednego gola. Występował w spotkaniach eliminacyjnych do mistrzostw świata i mistrzostw Europy. W kwalifikacjach do mistrzostw świata we Francji rozegrał osiem spotkań i rzucił 22 bramki. W eliminacjach do mistrzostw Europy w Chorwacji wystąpił w sześciu meczach, w których zdobył 13 goli. W kwalifikacjach do mistrzostw świata w Danii i Niemczech rozegrał dwa spotkania i rzucił sześć bramek.

## Sukcesy
RK Zagrzeb
- Mistrzostwo Chorwacji: 2010/2011
- Puchar Chorwacji: 2010/2011

Reprezentacja Chorwacji U-19
- 2. miejsce w mistrzostwach świata U-19: 2007